# Frashër (Mitrovica)
Frashër (albanisch auch Frashëri, serbisch Свињаре Svinjare) ist ein Dorf in der Gemeinde Mitrovica e Jugut im Norden des Kosovo. Es befindet sich südlich der Innenstadt Mitrovica unweit des Flusses Sitnica.

## Geschichte
Bei den schweren Unruhen im März 2004 evakuierte die KFOR am 18. März die 300 serbischen Einwohner des Dorfes, kurz danach wurden deren Häuser und Besitzungen von Albanern niedergebrannt und geplündert. Nach den Unruhen bildete die provisorische Selbstverwaltung des Kosovo eine Kommission, welche den Aufbau aller Häuser, öffentlichen Gebäude und des Eigentums religiöser Gemeinde, die während der Unruhen zerstört wurden in Angriff nahm. In Svinjare sollten 104 der 106 zerstörten Häuser wiederaufgebaut werden. Die Häuser waren jedoch von schlechter Qualität, zudem fehlte die Infrastruktur. Dies führte dazu, dass bis Februar 2006 lediglich fünf Rückkehrer dort lebten. Die wenigen dort lebenden Serben klagen über Beeinträchtigung ihrer persönlichen Sicherheit.

## Bevölkerung
Die kosovarische Volkszählung von 2011 ermittelte für Frashër eine Einwohnerzahl von 567. Hiervon bezeichneten sich 561 (98,94 %) als Albaner, vier (0,71 %) als Bosniaken und zwei Personen (0,35 %) gehörten anderen Ethnien an.